# Dhanura, Bhalki
Dhanura là một làng thuộc tehsil Bhalki, huyện Bidar, bang Karnataka, Ấn Độ.